# Anne-Grete Strøm-Erichsen
Anne-Grete Hjelle Strøm-Erichsen (ur. 21 października 1949 w Bergen) – norweska inżynier i polityk, działaczka Partii Pracy, w latach 2005–2009 i 2012–2013 minister obrony, od 2009 do 2012 minister zdrowia i opieki społecznej.

## Życiorys
W 1974 ukończyła Wyższą Szkołę w Bergen. Przez dwadzieścia lat pracowała w publicznym i prywatnym sektorze IT.
W latach 1999–2000 była burmistrzem Bergen, w latach 1991–2005 zasiadała natomiast w radzie miejskiej, wchodząc też w skład egzekutywy. W wyborach parlamentarnych w 2005 została wybrana do Stortingu. W tym samym roku została ministrem obrony w rządzie Jensa Stoltenberga. W 2009 uzyskała parlamentarną reelekcję, po czym została desygnowana na ministra zdrowia i opieki społecznej. W 2012 powróciła do kierowania resortem obrony, pełniąc tę funkcję do 2013.